# Мирославец
Мирославец (пол. Mirosławiec, нем. Märkisch Friedland)  —  город  в Польше, входит в Западно-Поморское воеводство,  Валецкий повят. До 1945 года — Меркиш Фридланд, Западная Пруссия. Имеет статус городско-сельской гмины. Занимает площадь 2,13 км². Население — 2665 человек (на 2004 год).

## Люди
- Акива Эгер (1761—1837) — главный раввин города Познани.
- Фёбус, Филипп (1804—1880) — немецкий врач и фармаколог.
- Вольф, Юлиус (1836—1902) — немецкий врач, хирург, специалист по ортопедии и остеологии.